# Торнике Кипијани
Торнике Кипијани (енг. Tornike Kipiani, грузијски: თორნიკე ყიფიანი; 11. децембар 1987) је грузијски певач.

## Биографија
Рођен је у главном граду Грузије, Тбилисију, 11. децембра 1987. године. Каријеру је започео победом на грузијској верзији емисије X Factor, 2014. године. У тој емисији ментор му је била позната грчка певачица грузијских корена Тамта. 2017. је покушао представљати Грузију на Песми Евровизије 2017. у Кијеву са песмом You Are My Sunshine, у дуету са Гиоргиом Болоташвилијем. Били су 23. од 25 песама са 35 бодова. 31. децембра 2019. године је победио на такмичењу Georgian Idol и тиме је добио прилику да представља Грузију на Песми Евровизије 2020. у Ротердаму. Тамо је требао да пева песму Take Me As I Am. 18. марта 2020. је ЕРУ објавио да се Песма Евровизије отказује због пандемије вируса корона. Грузијска национална телевизија је 19. марта објавила да ће Кипијани представљати Грузију на Песми Евровизије 2021.